# Maria Östergren
Maria Östergren, née le 9 avril 1978 à Södertälje, est une coureuse cycliste suédoise, spécialiste du VTT cross-country.

## Palmarès en VTT

### Jeux olympiques
- Athènes 2004
  - 20e du cross-country

### Championnats du monde
- Livigno 2005
  - 4e du relais mixte
- Rotorua 2006
  - 6e du relais mixte

### Championnats d'Europe
- Kluisbergen 2005
  -  Médaillée de bronze du relais par équipes
- Chies d'Alpago 2006
  -  Médaillée de bronze du relais par équipes

### Championnats de Suède
- 2001
  - 2e du cross-country
- 2003
  -  Championne de Suède de cross-country
- 2004
  - 2e du cross-country
- 2005
  -  Championne de Suède de cross-country
- 2006
  -  Championne de Suède de cross-country

## Palmarès sur route
- 2001
  - 2e du championnat de Suède sur route
- 2005
  - 2e du championnat de Suède sur route